# Dietmar Malik
Dietmar Malik (* 29. April 1970) ist ein deutscher Jurist. Er ist seit dem 1. September 2021 Richter am Bundesgerichtshof.

## Leben und Wirken
Malik trat 1999 nach Beendigung seiner juristischen Ausbildung in den Justizdienst des Landes Nordrhein-Westfalen ein und war zunächst bei dem Landgericht Bochum, bei dem Amtsgericht Ahlen, bei dem Landgericht Münster und im Justizprüfungsamt bei dem Oberlandesgericht Hamm tätig. Im August 2002 wurde er am Landgericht Münster zum Richter am Landgericht ernannt. Von Januar 2005 bis Dezember 2007 war Malik als wissenschaftlicher Mitarbeiter an den Bundesgerichtshof abgeordnet. Im März 2007 erfolgte seine Ernennung zum Richter am Oberlandesgericht Hamm. im Juni 2020 wurde er dort zum Vorsitzenden Richter am Oberlandesgericht ernannt. Malik ist promoviert.
Das Präsidium des Bundesgerichtshofs wies Malik dem vornehmlich für die Rechtsstreitigkeiten aus den Gebieten des Grundstücksrechts, des Wohnungseigentumsrechts und des Nachbarrechts zuständigen V. Zivilsenat zu.